# Eicochrysops sanguigutta
Eicochrysops sanguigutta är en fjärilsart som beskrevs av Paul Mabille 1879. Eicochrysops sanguigutta ingår i släktet Eicochrysops och familjen juvelvingar. Inga underarter finns listade i Catalogue of Life.